# Bajamar (La Laguna)

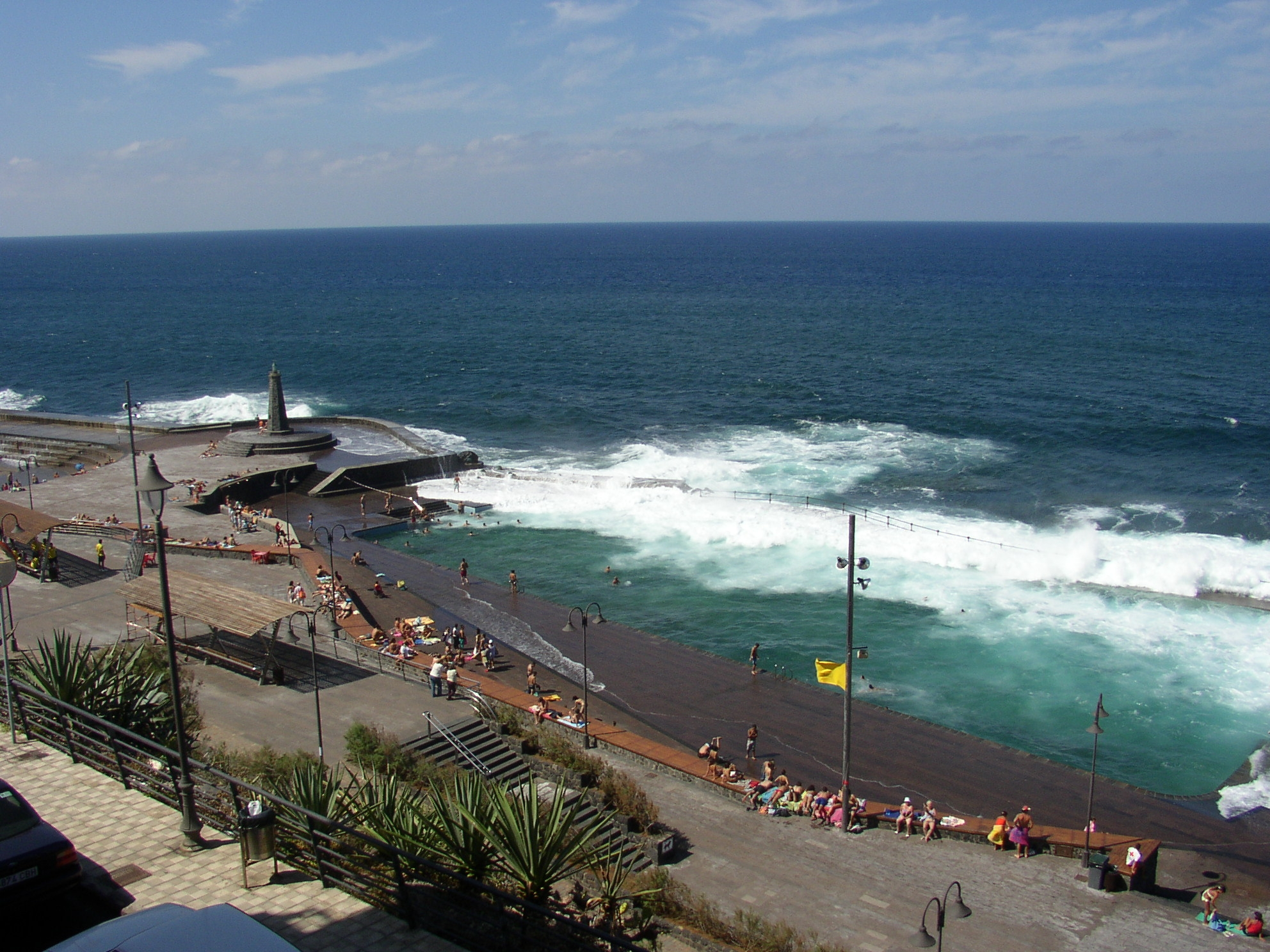
Meerwasserschwimmbecken und Bake

Bajamar ist ein Ortsteil der Gemeinde San Cristóbal de La Laguna im Norden der Insel Teneriffa. Nach Angaben des Instituto Nacional de Estadística hatte Bajamar am 1. Januar 2022 2.741 Einwohner.
Bajamar liegt am Westrand des Anaga-Gebirges an der  Provinzstraße TF-13. Die Buslinien 105 und 50 verbinden es halbstündlich mit La Laguna und in der Hauptverkehrszeit auch direkt mit Santa Cruz.

## Einwohner
| 2000  | 2001  | 2002  | 2003  | 2004  | 2005  | 2006  | 2007  | 2008  | 2009  | 2010  | 2011  | 2022  |
| ----- | ----- | ----- | ----- | ----- | ----- | ----- | ----- | ----- | ----- | ----- | ----- | ----- |
| 1.412 | 1.546 | 1.615 | 1.673 | 1.681 | 1.826 | 1.882 | 1.878 | 1.992 | 2.106 | 2.147 | 2.219 | 2.741 |

## Sehenswürdigkeiten
- Meerwasserschwimmbecken (Piscinas naturales) und Hafenmole mit Bake.
- Wallfahrtskapelle San Juan Bautista von 1628 im alten Ortskern.